# Тандо
Тандо́ — село в Ботлихском районе Дагестана.
Образует сельское поселение село Тандо как единственный населённый пункт в его составе.

## География
Село Тандо расположено на высоте 1547 м над уровнем моря.

## История
В 1947 году населенный пункт ликвидирован, а население переселено в село Элистанжи Веденского района. Восстановлено в 1958 году в связи с возвращением жителей.

7 августа 1999 года село было захвачено боевиками «Исламской миротворческой бригады». Контроль над селом федеральным войскам удалось восстановить 24 августа, причём была применена бомба объёмного взрыва массой 500 кг.

## Население
| 1869 | 1888 | 1895 | 1926 | 1939 | 1959 | 1970 |
| ---- | ---- | ---- | ---- | ---- | ---- | ---- |
| 419  | ↗580 | ↘564 | ↗653 | ↗743 | ↘434 | ↘365 |
| 1989 | 2002 | 2010 | 2012 | 2013 | 2014 | 2015 |
| ↘285 | ↗568 | ↗641 | ↗677 | ↗678 | ↗686 | ↗701 |
| 2016 | 2017 | 2018 | 2019 | 2020 | 2021 | 2023 |
| ↗718 | ↗732 | ↗744 | ↗770 | ↗774 | ↗860 | ↗870 |
| 2024 | 2025 |      |      |      |      |      |
| ↗889 | ↗896 |      |      |      |      |      |